# آکیرا کوماتسو
آکیرا کوماتسو (انگلیسی: Akira Komatsu؛ زادهٔ ۳ آوریل ۱۹۶۲) بازیکن فوتبال اهل ژاپن است.
از باشگاه‌هایی که در آن بازی کرده‌است می‌توان به باشگاه فوتبال سرزو اوساکا اشاره کرد.